# Pópulo e Ribalonga
Pópulo e Ribalonga (llamada oficialmente União das Freguesias de Pópulo e Ribalonga) es una freguesia portuguesa del municipio de Alijó, distrito de Vila Real.

## Historia
Fue creada el 28 de enero de 2013 en aplicación de una resolución de la Asamblea de la República de Portugal promulgada el 16 de enero de 2013 con la unión de las freguesias de Pópulo y Ribalonga, pasando su sede a estar situada en la antigua freguesia de Pópulo.

## Demografía
| Gráfica de evolución demográfica de Pópulo e Ribalonga entre 2011 y 2021 |
|                                                                          |
| Datos según el nomenclátor publicado por el INE portugués.               |